# Lucera
Lucera est une commune d'environ 32 500 habitants (2019), de la province de Foggia dans les Pouilles. Située à la confluence des vallées et des cloches du Molise à Tavoliere delle Puglie, Lucera fut la capitale de Capitanata de 1579 à 1806. Depuis 1935 il a reçu le titre de ville.
Établie sur trois collines dominant la plaine de Tavoliere, l'ancienne ville de Lucera a été le théâtre d'importants événements historiques, notamment des batailles de Pyrrhus Ier et Hannibal contre l 'Empire romain.

## Toponymie
Luciòr en dialecte local

## Histoire
Entre 1223 et 1225, l'empereur Frédéric II fait déporter entre 16 et 20 000 musulmans de Sicile ainsi que des musulmans de Djerba vers Lucera. Il y fait construire une résidence orientalisante.
La ville que Frédéric II fit édifier à l'endroit de Lucera était une ville fortifiée, entourée d'un rempart épais flanqué de tours rondes. Les tribus arabes y jouissaient de libertés fondamentales, pouvaient librement pratiquer leur culte et se gouverner. Elles développèrent la culture de maïs, canne à sucre, mûriers, orangers et abricotiers. Grâce à l'élevage du ver à soie, se développa l'artisanat de tissus et de tapis. Des artisans se mirent à forger des épées et tout un quartier devint une armurerie. La ville pouvait aussi fournir à Frédéric une armée de vingt à trente mille guerriers, qui ne risquaient pas de se laisser impressionner par les excommunications du Pape et parmi lesquels choisir sa garde personnelle.[Benoist-Mechin, Frédéric de Hohestaufen, page 192 -195] 
En 1243 les dernières communautés musulmanes de Sicile se révoltent, instrumentalisées par les barons siciliens ; ; sans doute pour des raisons économiques[réf. souhaitée], mais après 3 ans de résistance, touchées par la famine, elles doivent se soumettre aux troupes impériales et sont à leur tour déportées vers Lucera,,.
Les déportés vivent durant quelques décennies de l'agriculture à Lucera. Frédéric II en recrute dans ses armées, un contingent musulman l'accompagne en croisade.
En mars 1246, à la suite d'une conjuration et d'une tentative d'assassinat contre Frédéric II, dont le Pape Innocent IV était l'inspirateur, les Arabes de Lucera, ne sachant plus si Frédéric II était vivant ou mort "avaient fait mine de se mutiner après vingt ans de loyaux services à l'empereur" [Jacques Benoist-Méchin, Frédéric de Hohenstaufen, page 477]. 
En décembre 1254, Manfred Ier de Sicile prend la ville de Lucera et s'empare du trésor impérial en prétendant le faire au profit de son neveu Conradin. Il est excommunié par Alexandre IV.
Après avoir écrasé Manfred à Bénévent (26 février 1266) et battu Conradin à Tagliacozzo (23 août 1268), derniers héritiers de Frédéric II, Charles d'Anjou rase Lucera et fait pendre, devant les remparts fumants de la ville, le chef de la révolte, Conradin II (fils bâtard de Frédéric II) et sa mère.[Benoist-Mechin, Frédéric de Hohenstaufen, page 586].

## Géographie

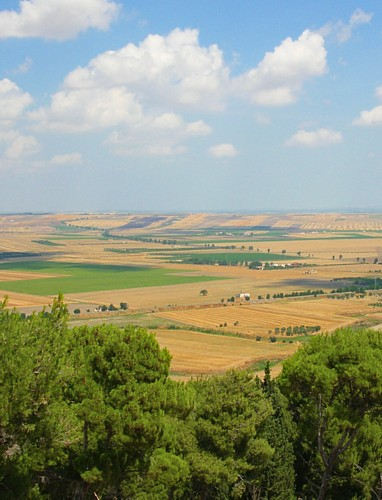
Campagne de Lucera.
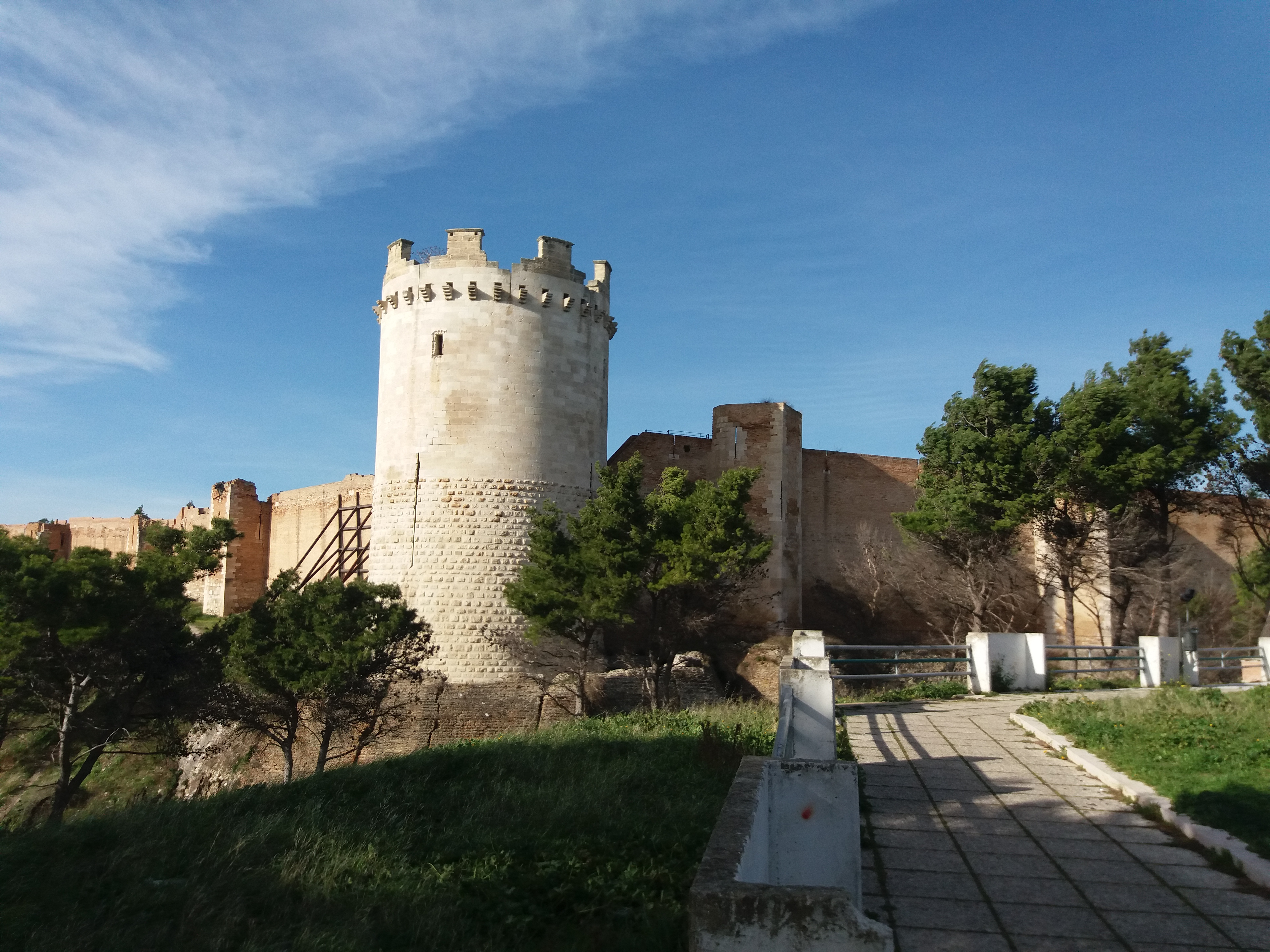
La forteresse de Lucera, structure militaire historique du XIIIe siècle.
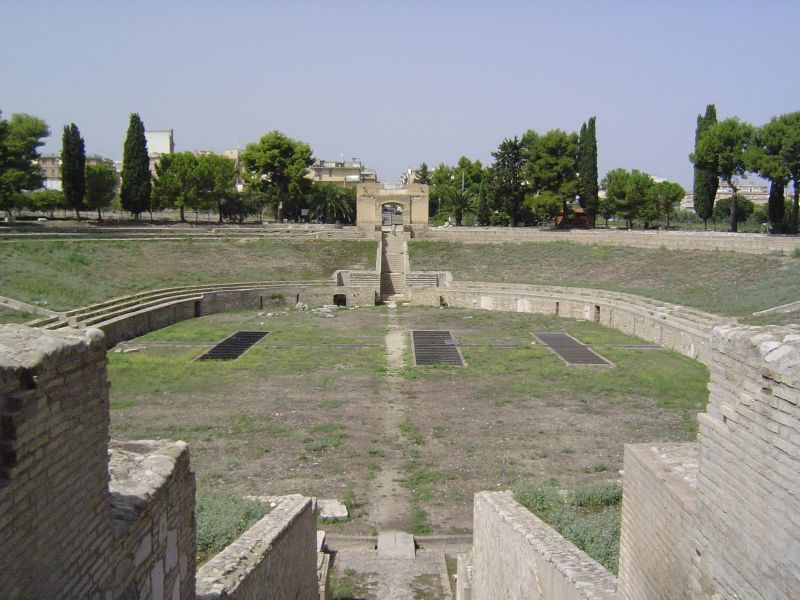
L'amphithéâtre de Lucera.

Lucera est située à l'intersection des collines de Molise et du contrefort des Pouilles.

## Monuments
Plusieurs monuments datant d'époques historiques variées s'y trouvent :
- L'amphithéâtre romain de Lucera
- La la forteresse souabo-angevine du XIIIe siècle
- La cathédrale du XIIIe siècle, construite sur l'emplacement d'une ancienne mosquée, est l'un des plus beaux fleurons de l'art gothique angevin avec sa façade sobre que jouxtent d'un côté un haut campanile, de l'autre une mince tourelle
- L'église Saint François

## Personnalités
- François Antoine Fasani (1681 - 1742), prêtre, prédicateur, confesseur et théologien
- Augustin Kažotić (1260 - 1323), dominicain évêque de Zagreb et saint de l'Église catholique
- Les jumeaux Giuseppe et Emanuele Cavalli, nés à Lucera en 1904

## Administration
| Période      | Période  | Identité       | Étiquette                  | Qualité |
| ------------ | -------- | -------------- | -------------------------- | ------- |
| Octobre 2020 | En cours | Giuseppe Pitta | Liste civique Lista Tutolo |         |

### Hameaux
Regente, S.Giusto

### Communes limitrophes
Alberona, Biccari, Castelnuovo della Daunia, Foggia, Pietramontecorvino, San Severo, Torremaggiore, Troia, Volturino

## Sport
- Club de football Unione Sportiva Lucera Calcio